# Arrondissement de Guhrau

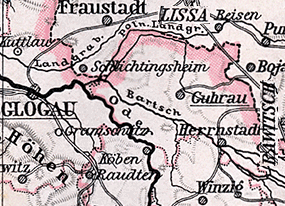
L'arrondissement de Guhrau dans les limites de 1818 à 1932

L'arrondissement de Guhrau est un arrondissement prussien de Silésie et existe de 1742 à 1945. Son chef-lieu est la ville de Guhrau. L'ancien territoire de l'arrondissement fait maintenant partie de la voïvodie polonaise de Basse-Silésie.

## Histoire
Après la conquête de la majeure partie de la Silésie par la Prusse en 1741, les structures administratives prussiennes sont introduites en Basse-Silésie par arrêté du cabinet royal du 25 novembre 1741. Cela comprend la création de deux chambres de guerre et de domaine à Breslau et Glogau ainsi que leur division en arrondissements et la nomination des administrateurs d'arrondissements le 1er janvier 1742.
Dans la principauté de Glogau, les districts arrondissements sont formés à partir des six anciens faubourgs silésiens existants de Freystadt, Glogau, Grünberg, Guhrau, Schwiebus et Sprottau, y compris l'arrondissement de Guhrau,. De 1741 à 1808, l'arrondissement relève de la juridiction de la Chambre de guerre et de domaine de Glogau. Dans le cadre des réformes Stein-Hardenberg, il est ajouté en 1815 au district de Breslau de la province de Silésie.
Lors de la réforme de l'arrondissement du 1er janvier 1818 dans le district de Breslau, l'arrondissement de Guhrau reçoit la ville de Herrnstadt et les villages d'Austen, Bartschdorf, Bobiele, Brenowitz, Bronau, Buschen, Corangelwitz, Duchen, Geischen, Pistolesewitz, Globitschen, Gohle., Gorkau, Groß Räudchen, Groß Saul, Groß Wiersewitz, Heidchen, Herrndorf, Herrnlauersitz, Hochbeltsch, Irrsingen, Kaltvorwerg, Klein Beltsch, Kleinlauersitz, Klein Saul, Klein Räudchen, Klein Wiersewitz, Königsbruch, Königsdorf, Lübchen, Oderbeltsch, Porlewitz, Rützen Stadt, Saborwitz, Sacckern y compris Zapplauerling, Sandeborske et Wehrse, Sandewalde, Schätz, Ober, Mittel et Nieder Schlaupe, Schubersee, Schwinaren, Sophienthal, Stadtherrnstadt, Stadtvorwerk, Triebusch, Tscheschenheyde, Tscheschkowitz, Tschistey, Waldvorwerk, Wendstadt, Wikoline, Wilhelmsbruch, Woidnig, Zechen, Züchen de l'arrondissement de Wohlau (de). L'arrondissement de Guhrau, quant à lui, cède la ville de Köben et les villages de Brödelwitz, Guhren, Köben Dorf, Läskau, Mühlgast, Nährschütz, Radschütz et Ristitz à l'arrondissement de Steinau et aux villages d'Alt Herdau, Ibsdorf, Neu Heydau, Neu Vorwerk, Rauschen, Schleswig Vorwerk, Schmögerle et Wischütz à l'arrondissement de Wohlau,

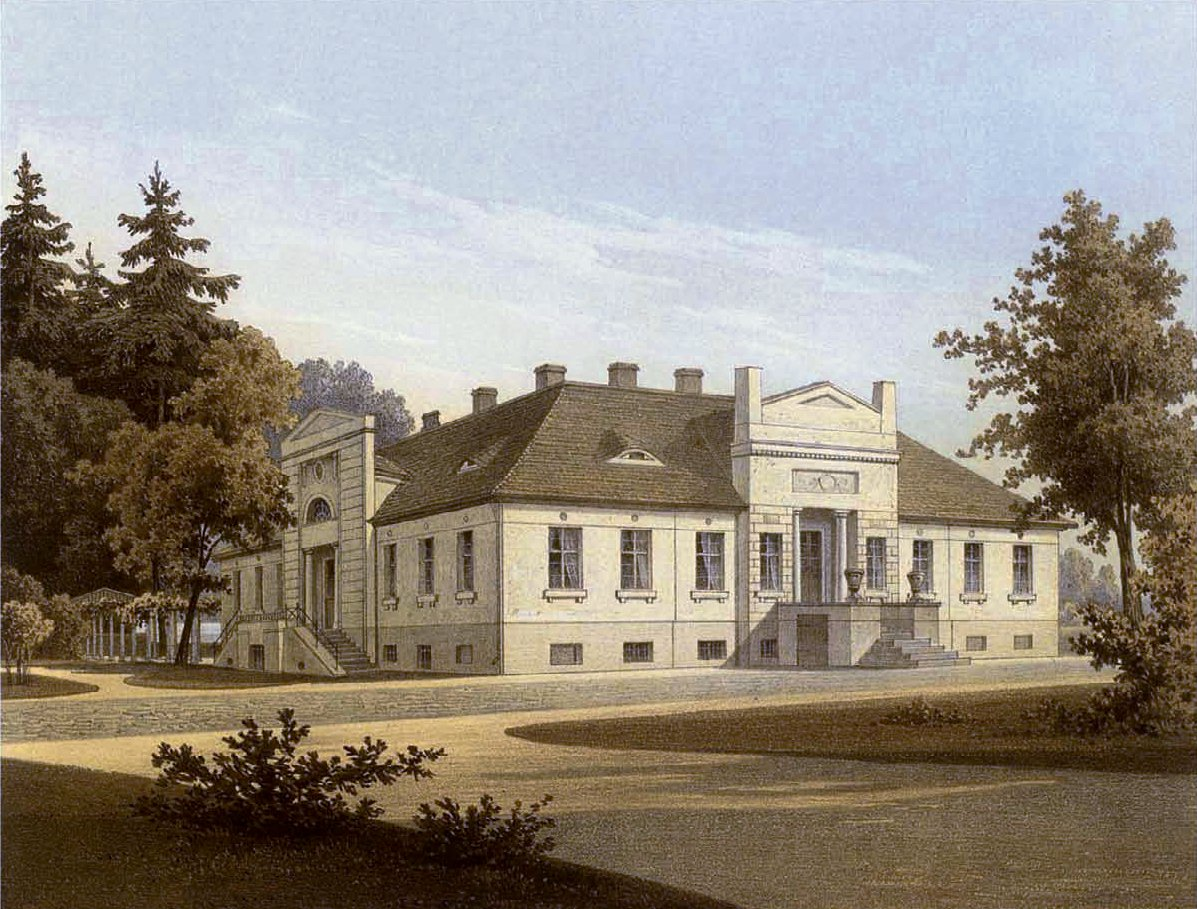
Manoir de Lübchen vers 1860, Collection Alexander Duncker

Le 8 novembre 1919, la province de Silésie est dissoute. La nouvelle province de Basse-Silésie est formée des districts de Breslau et de Liegnitz. Avec l'entrée en vigueur du Traité de Versailles le 10 janvier 1920, les communes rurales de Gabel, Katschkau, Roniken et Triebusch ainsi que les districts de domaine de Gabel, Roniken et Triebusch de l'arrondissement de Guhrau sont cédés à la Pologne.
Le 30 septembre 1929, une réforme régionale eut lieu dans le district de Guhrau, comme dans le reste de l'État libre de Prusse, dans laquelle tous les districts seigneuriaux furent dissous et attribués aux communautés rurales voisines. Le 1er octobre 1932, le territoire du district fut élargi par le reclassement des communes rurales d'Akreschfronze, Alt Neu Heidau, Dahsau, Gimmel, Groß Tschuder, Hengwitz, Hünern, Kadlewe, Kamin, Klein Peterwitz, Klein Tschuder, Kutscheborwitz, Lendschütz, Leubel, Neuvorwerk, Osselwitz, Ostrawe, Peiskern, Pluskau, Schmögerle, Tscheschen, Tschilesen et Wehlefronze de l'arrondissement de Wohlau à l'arrondissement de Guhrau.
Le  1er avril 1938, les provinces prussiennes de Basse-Silésie et de Haute-Silésie sont fusionnées pour former la nouvelle province de Silésie. Le 18 janvier 1941, la province de Silésie est à nouveau dissoute. La nouvelle province de Basse-Silésie est formée des districts de Breslau et de Liegnitz.
En janvier et février 1945, les habitants se sont rassemblés et fuient vers l'ouest pour échapper à l'avancée de l'Armée rouge et les combats. Au printemps 1945, le territoire de l'arrondissement est occupée par l'Armée rouge. À l'été 1945, le territoire de l'arrondissement est placée sous administration polonaise par la puissance occupante soviétique conformément à l'Accord de Potsdam (de). Dans la période qui suit, la population allemande de retour est expulsée de l'arrondissement.

## Évolution de la démographie
| Année | Habitants | Source |
| ----- | --------- | ------ |
| 1795  | 21 387    | [ 13 ] |
| 1819  | 31 999    | [ 14 ] |
| 1846  | 37 971    | [ 15 ] |
| 1871  | 36 694    | [ 16 ] |
| 1885  | 36 955    | [ 17 ] |
| 1900  | 33 426    | [ 18 ] |
| 1910  | 33 775    | [ 18 ] |
| 1925  | 34 818    | [ 19 ] |
| 1939  | 39 028    | [ 19 ] |

## Administrateurs de l'arrondissement
- 1742–000000Johann von Stentsch[2]
- 17470000000George Abraham von Lestwitz[4]
- 1748–175100August Constantin von Schlichting (de)[4]
- 1750–175300Friedrich Rudolph von Tschammer (de)[4]
- 1753–177700George Ludwig von Haugwitz (de)[4]
- 1777–178200Friedrich von Dyhrn (de)
- 1782–180600Carl Ludwig Ewald von Massow (de)
- 1815–183500Hans von Carmer (de)
- 1835–185500Ernst von Köckritz (de)
- 1855–189200Eugen von Goßler (de)
- 1893–192000Kurt von Ravenstein
- 1920–192700Curt Hoffmann
- 1927–193000Hermann Neumann
- 1930–193200Ernst von Windheim (de)
- 1932–193300Adolf von Thielmann (de)
- 1933–194300Friedrich Stucke
- 1943–194500Wilhelm Eckmann (de)

## Constitution communale
Depuis le XIXe siècle, l'arrondissement de Guhrau est divisé en villes, en communes rurales et en districts de domaine. Avec l'introduction de la loi constitutionnelle prussienne sur les communes du 15 décembre 1933 ainsi que le code communal allemand du 30 janvier 1935, le principe du leader est appliqué au niveau municipal. Une nouvelle constitution d'arrondissement n'est plus créée; Les règlements de l'arrondissement pour les provinces de Prusse-Orientale et Occidentale, de Brandebourg, de Poméranie, de Silésie et de Saxe du 19 mars 1881 restent applicables.

## Communes
L'arrondissement de Guhrau comprend plus récemment trois villes et 107 communes,
| - Akreschfronze - Alt Guhrau - Alt Neu Heidau - Austen - Backen - Bartschdorf - Bobile - Braunau - Bronau - Dahsau - Duchen - Ellguth - Friedrichsau - Gahle - Gaisbach - Geischen - Gimmel - Gleinig - Globitschen - Groß Kloden - Groß Räudchen - Groß Saul - Groß Tschuder - Groß Wiersewitz - Guhlau - Guhrau, ville - Gurkau - Heinzebortschen | - Heinzendorf - Herrndorf - Herrnlauersitz - Herrnstadt, ville - Hochbeltsch - Hünern - Irrsingen - Jästersheim - Juppendorf - Kadlewe - Kahrau - Kainzen - Kaltebortschen - Kamin - Kittlau - Klein Kloden - Klein Peterwitz - Klein Räudchen - Klein Saul - Klein Tschuder - Klein Wiersewitz - Königsbruch - Königsdorf - Konradswaldau - Korangelwitz - Kraschen - Kutscheborwitz - Langenau | - Lanken - Lendschütz - Leubel - Logischen - Lübchen - Mechau - Nahrten - Nechlau - Neudorf - Neuguth - Neuvorwerk - Nieder Tschirnau - Ober Tschirnau - Oderbeltsch - Osselwitz - Osten - Ostrawe - Peiskern - Pluskau - Reichen-Birkendorf - Rützen - Saborwitz - Sallschütz - Sandeborske - Schabenau - Schätz - Schlabitz - Schlaube | - Schmögerle - Schüttlau - Schwinaren - Seiffersdorf - Seitsch - Sophienthal - Sulkau - Tarpen - Tscheschen - Tscheschkowitz - Tschilesen - Tschirnau, ville - Tschistey - Tschwirtschen - Waldvorwerk - Wehlefronze - Wehrse - Wendstadt - Weschkau - Wikoline - Wilhelmsbruch - Woidnig - Zapplau - Zechen - Zeippern - Züchen |

En 1929, les communes suivantes perdent leur indépendance :
| - Bienowitz, le 30 septembre 1928 à Tscheschkowitz - Birkendorf, le 30 septembre 1928 à Reichen-Birkendorf - Graben, le 30 septembre 1928 à Sallschütz - Grand Est, le 30 septembre 1928 à l'Est - Heidchen, le 1er octobre 1929 à Schwinaren - Hengwitz, le 1er avril 1939 à Pluskau - Kahlau, le 30 septembre 1928 à Gleinig - Klein Beltsch, le 30 septembre 1928 à Gurkau - Klein Lauersitz, Zurich, le 1er novembre 1928 - Klein Osten-Kittlau, le 30 septembre 1928 à Kittlau - Milieu de Friedrichswaldau, le 1er octobre 1929 à Kainzen - Nieder Ellguth, le 30 septembre 1928 à Ellguth | - Nieder Friedrichswaldau, le 1er octobre 1929 à Guhrau - Nieder Schüttlau, le 30 septembre 1928 à Schüttlau - Ober Ellguth, le 30 septembre 1928 à Ellguth - Ober Friedrichswaldau, le 1er octobre 1929à Guhrau - Ober Schüttlau, le 30 septembre 1928 à Schüttlau - Porlewitz, le 1er octobre 1929 à Saborwitz - Reichen, le 30 septembre 1928 à Reichen-Birkendorf - Sackerau, le 30 septembre 1928 à Zapplau - Stadtvorwerk Herrnstadt, le 15 octobre 1912, devient la ville de Herrnstadt - Stroppen, le 1er novembre 1928 à Seiffersdorf - Tscheschenheide, le 30 septembre 1928 à Sophienthal - Tschiläsen, le 1er octobre 1929 à Schlabitz |

## Changements de noms de lieux
En 1936 et 1937 plusieurs communes sont renommées :
| - Akreschfronze → Akrau - Bobile → Wandelheim - Groß Tschuder → Steinbrück (Schlesien) - Heinzebortschen → Nordingen - Kadlewe → Fallbach, - Kaltebortschen → Grandingen - Klein Tschuder → Allhilf - Kutscheborwitz → Birkenhöhe - Nieder Tschirnau → Nieder Lesten - Ober Tschirnau → Ober Lesten - Ostrawe → Wallheim | - Saborwitz → Waffendorf - Sandeborske → Quelldorf - Schwinaren → Altring - Tscheschen → Finkenheide - Tscheschkowitz → Eichenhag - Tschilesen → Gepidau - Tschirnau → Lesten - Tschistey → Sandewalde - Tschwirtschen → Hortingen - Wehlefronze → Waldhagen - Woidnig → Waldfriedeck |

## Personnalités liées à l'arrondissement
- Kuno Fischer (1824-1907), philosophe né à Tschistey
- Konrad Tag (de) (1903-1954), artiste verrier et graveur